# T. E. Lawrence
Thomas Edward Lawrence CB, DSO (16 de Agosto de 1888 - 19 de Maio de 1935), também conhecido como Lawrence da Arábia, e (aparentemente entre os seus aliados árabes) Aurens ou El Aurens, foi um arqueólogo, militar, agente secreto, diplomata e escritor britânico.
Tornou-se famoso pelo seu papel como oficial britânico de ligação durante a Revolta Árabe de 1916-1918. A sua fama como herói militar foi largamente promovida pela reportagem da revolta feita pelo viajante e jornalista estadunidense Lowell Thomas, e ainda devido ao livro autobiográfico de Lawrence, Os Sete Pilares da Sabedoria.

## Juventude
Nasceu em Tremadog, no País de Gales, Reino Unido, segundo filho do anglo-irlandês Sir Thomas Robert Tighe Chapman, 7º barão de Westmeath (1846-1919) e de Sarah Junner (1861-1959), antiga governanta deste. O casal vivia em união de facto, pois Sir Thomas abandonara na Irlanda a sua mulher legítima e suas quatro filhas, adoptando o apelido Lawrence. O casal Lawrence teve cinco filhos varões, e depois de alguma deambulação pela Grã-Bretanha e França estabeleceria a sua residência em Oxford, onde os jovens Lawrence, educados segundo os mais restritos preceitos puritanos da Igreja Anglicana (T.E.L. chegaria a ser catequista), fariam os seus estudos secundários e universitários.
O jovem Ned era um leitor ávido, possuía uma enorme inteligência e imaginação e tinha a paixão da História, especialmente dos Gregos antigos, da época medieval e da cavalaria, cujo idealismo, normas de honra e castidade adoptou ardentemente como modelo a seguir. Já na adolescência se submetia a um regime espartano de treino físico que haveria de o tornar extremamente resistente. Era frequente fazer jejuns prolongados ou alimentar-se pobremente.  Tinha o gosto da velocidade e passava o seu tempo livre em longos passeios de bicicleta pelas estradas campestres, visitando e estudando antigos monumentos medievais na Grã-Bretanha e na França. Mais tarde, em 1909, ao preparar a sua tese de licenciatura, viajou até à Síria onde estudou os castelos dos Cruzados, percorrendo enormes distâncias a pé.

## Arqueologia em Carquemis
Em 1911, foi assistente nas escavações arqueológicas promovidas pelo Museu Britânico em Carquemis, no rio Eufrates, e foi nessa ocasião que se tornou agente secreto do governo britânico, pela mão do seu mentor e amigo D.G. Hogarth, recolhendo informações sobre a construção dos caminhos-de-ferro otomanos. Foi também nesse período que conheceu e se tornou amigo de Selim Ahmed, um jovem árabe, que segundo alguns seria o misterioso "S.A.", a quem os Sete Pilares da Sabedoria foram dedicados.

## A Primeira Guerra Mundial e a Revolta Árabe

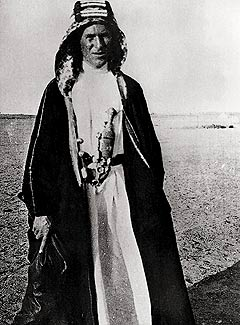
Lawrence na Arábia Saudita, em 1917

Foi convocado para as Forças Armadas da Inglaterra no início da Primeira Guerra Mundial e em 1917 seria oficialmente destacado para a força expedicionária do Hejaz, sob o comando do General Wingate, sendo transferido em 1918 para o estado-maior do General Allenby.
É como tenente do serviço secreto inglês que Lawrence inicia, em 1914, sua carreira militar no Oriente Médio. A identificação de Lawrence com a causa árabe, cultivada quando ainda trabalhava como arqueólogo, torna-o peça importante da manobra britânica para vencer o Império Turco Otomano, aliado da Alemanha na guerra. Como oficial inglês e admirador da cultura árabe, aproxima-se de Faiçal, um dos líderes da revolta e filho do xerife de Meca, Huceine ibne Ali. Seus conhecimentos sobre a geografia local e o exército turco, somados aos ideais de soberania da nação árabe, logo conquistam Faiçal e fazem de Lawrence o conselheiro logístico do movimento, comandante de um exército de dez mil homens.

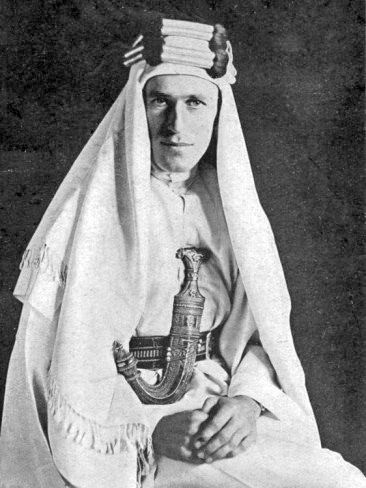
Lawrence na Arábia, em 1919

Grande articulador, ele consegue reverter a ocupação do território árabe, impedindo a retaliação turca, através de ações de guerrilha, como explosões de trens e estradas de ferro e aniquilação de reservas materiais, que culminam com a tomada de Damasco em outubro de 1918. Nesse ano, Lawrence foi promovido ao posto de tenente-coronel.

## O incidente de Deraa
No livro VI, capítulo 80 dos Sete Pilares da Sabedoria, Lawrence descreve um controverso episódio que teria ocorrido em 20 de Novembro de 1917, durante uma operação de reconhecimento, sob disfarce, à cidade de Deraa. Segundo o relato, ele teria sido capturado pelos turcos, reconhecido pelo governador turco da cidade, Hajim Bey, que o assediou sexualmente e que, perante a obstinada recusa de Lawrence em ceder aos seus desejos, teria ordenado aos soldados o seu brutal espancamento e açoitamento seguido de violação anal, como é insinuado no texto.
A veracidade desta história tem sido posta em causa por alguns críticos. Muitos deles consideram-na uma anedota que Lawrence teria inventado para se inflacionar como herói-mártir ou até para aborrecer os seus detractores, especialmente depois do falhanço da Conferência de Paris, ou simplesmente uma fantasia bizarra de ordem psicopatológica. O certo é que, além da menção no livro, Lawrence referiu o episódio a amigos seus, como Charlotte Shaw (mulher de George Bernard Shaw), E.M. Forster e Robert Graves. A sua ficha médica militar de 1923, tornada pública há alguns anos pelo Public Record Office, menciona que Lawrence tinha cicatrizes em ambas as nádegas (prováveis indícios do açoitamento).
Os seus biógrafos, Dr. John Mack e Jeremy Wilson, acreditam na veracidade do episódio, causa provável do seu estranho e perturbado comportamento nos anos seguintes à guerra: o sofrimento psicológico que a escrita do livro lhe causou, a sua desesperada busca de anonimato e de isolamento, a sua auto-degradação, a sua completa aversão pela intimidade física e pela sexualidade  (chegou a advogar, em carta a um amigo, o controlo total da natalidade e desse modo a extinção da espécie humana a fim de permitir a emergência de um "mamífero mais limpo"), e o seu distúrbio flagelativo (revelado ao público em 1968, e em que, segundo testemunhos, se fazia açoitar por alguns dos seus camaradas de armas) — indícios que sustentam a possibilidade de ter sido vítima de abuso sexual ou de violação.

## Depois da guerra

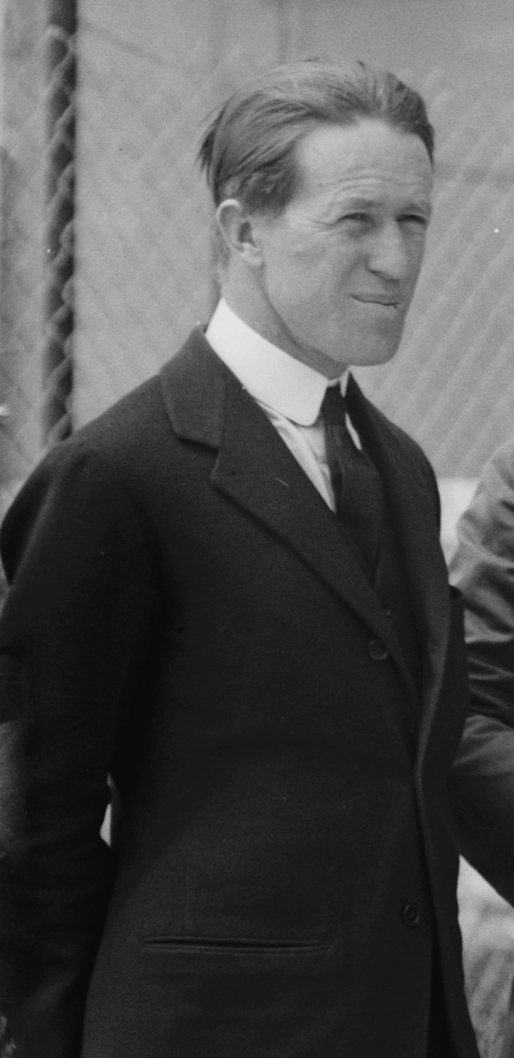
Lawrence na Palestina, 1920

Lawrence foi feito Companheiro da Ordem do Banho e foi-lhe concedida a Ordem de Serviços Distintos (DSO) e a Legião de Honra francesa, mas em Outubro de 1918 recusou ser feito Comandante Cavaleiro do Império Britânico (que lhe possibilitaria o uso do título de Sir ), das mãos do próprio rei Jorge V.
Em 1919 tornou-se conselheiro da delegação árabe na Conferência de Paz de Paris, onde viu as antigas promessas de reconhecimento da soberania da nação árabe serem desfeitas, com a divisão dos territórios árabes do antigo Império Otomano sob os mandatos da França (Síria e Líbano) e do Reino Unido (Palestina e Mesopotâmia). Foi também nesse ano que o seu pai morreu e que a mãe lhe confirmou que ele e seus irmãos eram filhos ilegítimos, facto chocante para a época e que muito perturbava o próprio Lawrence.
Entre 1921 e 1922 foi consultor de assuntos árabes da Divisão do Oriente Médio do Departamento Colonial, sob a direcção de Winston Churchill, tendo participado, em 1921, na "Conferência do Cairo".

## Os Sete Pilares da Sabedoria
| T. E. Lawrence | Todos os homens sonham, mas não da mesma forma. Os que sonham de noite, nos recessos poeirentos das suas mentes, acordam de manhã para verem que tudo, afinal, não passava de vaidade. Mas os que sonham acordados, esses são homens perigosos, pois realizam os seus sonhos de olhos abertos, tornando-os possíveis. — T.E. Lawrence, Os Sete Pilares da Sabedoria. | T. E. Lawrence |
|                | |                |

Neste período (1919-1922), Lawrence escreveu a sua obra-prima Os Sete Pilares da Sabedoria, as suas memórias da Revolta Árabe, e que seria publicada em 1926.

## Soldado raso
No final de Agosto de 1922, embaraçado em parte com a notoriedade da lenda de "Lawrence da Arábia" (criada pelo jornalista estadunidense Lowell Thomas), mas, sobretudo, completamente desgostoso com o resultado da guerra no Próximo Oriente e com aquilo que considerou ser uma traição para com os Árabes (a recusa da França e do Reino Unido em lhes conceder plena independência), Lawrence rejeitou inúmeros convites de trabalho e posição concordantes com o seu talento e capacidades invulgares. Totalmente exausto pelos anos penosos da guerra, preferiu alistar-se na Royal Air Force (RAF) como simples soldado, sob o nome de John Hume Ross, onde foi sujeito a uma recruta muito dura que descreveu no seu livro póstumo, The Mint. A sua situação singular não tardaria a ser descoberta e explorada pela imprensa e o comando da RAF viu-se forçado a dispensá-lo em Janeiro de 1923.
Contudo, não desistiu dos seus planos de ingressar nas fileiras, e em Fevereiro de 1923 alistou-se no Royal Tank Corps, sob o nome de Thomas Edward Shaw, nome que adoptou oficialmente em 1927. Nova recruta, de dezoito semanas, ainda mais brutal do que a primeira, e entre camaradas de caserna verdadeiramente boçais na sua maioria, cuja vulgaridade e grosseria o repugnavam. A vida naquele corpo militar, em Bovington, era-lhe bastante penosa, e só os velozes passeios de motocicleta e as breves horas passadas no refúgio que criou na sua pequena casa de campo em Clouds Hill, lhe mitigava os dias embrutecidos.
Por fim, em 1925, depois das sucessivas recusas aos seus pedidos de transferência, teve de ameaçar suicidar-se, conseguindo que o seu amigo e comandante da RAF Hugh Trenchard, para evitar um escândalo nacional, aceitasse o seu regresso à RAF, onde permaneceu tranquilo e protegido, como responsável de arrecadação e depois técnico de lanchas de salvamento, até à sua passagem à reserva em 25 de Fevereiro de 1935, recusando sempre toda e qualquer promoção de posto acima de cabo.
Lawrence foi um soldado exemplar, íntegro, meticuloso na execução dos seus deveres e um excelente camarada, generoso e amável. A maioria dos outros militares sabia que aquele homem modesto e quase insignificante, reservado e com modos aristocráticos era o famoso Lawrence da Arábia, mas respeitavam-lhe a intimidade e não lhe faziam perguntas sobre o seu passado. Era, contudo, um subordinado incómodo para alguns superiores hierárquicos mais inseguros ou incompetentes, que se sentiam incomodados por terem de lidar com um antigo tenente-coronel e com o seu currículo. Lawrence tinha muitos amigos poderosos entre a elite militar, política e cultural britânica (Winston Churchill, Hugh Trenchard, Lady Astor, George Bernard Shaw, Thomas Hardy, E.M. Forster, Liddell Hart, Robert Graves, Noel Coward etc.), e isso desagradava a alguns dos seus chefes, que temiam que ele pudesse expôr-lhes as fragilidades.

## Morte

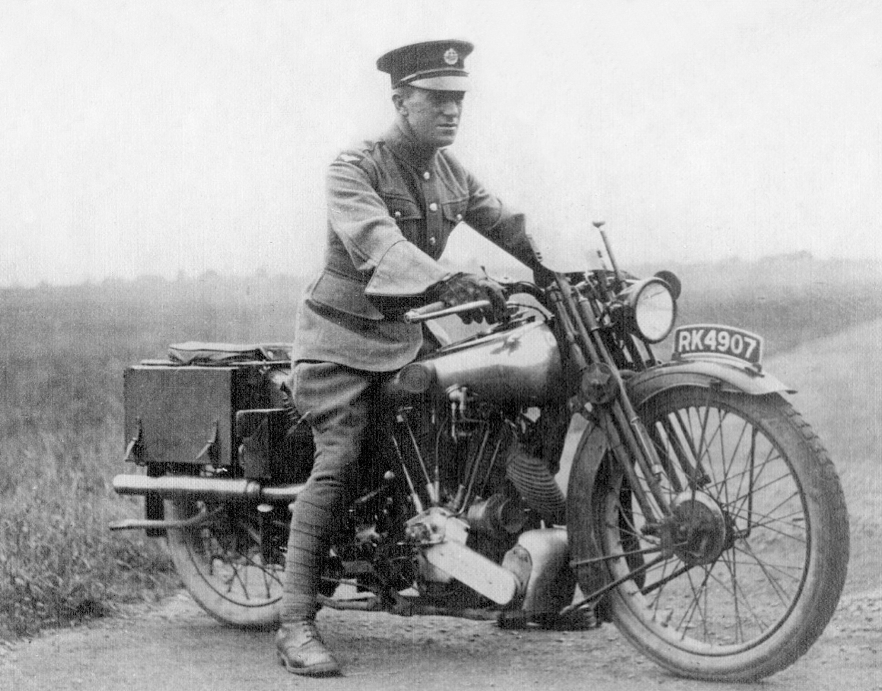
T. E. Lawrence, apaixonado motociclista, na sua 5ª (de entre sete) Brough Superior, em 1927

Depois da passagem à reserva, Lawrence planejava levar uma vida tranquila e solitária em Clouds Hill, rejeitando mais uma vez convites para posições importantes. Contudo, em 13 de Maio de 1935, quando Lawrence foi de moto até aos correios de Bovington, para enviar uma encomenda de livros a um amigo e um telegrama a Henry Williamson, sucedeu o imprevisto. De regresso a Clouds Hill, ao desviar-se abruptamente para evitar o embate com dois jovens ciclistas foi projectado violentamente da moto, fracturando gravemente o crânio. Permaneceu em coma durante seis dias, morrendo a 19 de Maio, aos 46 anos e 9 meses de idade, sem nunca ter recuperado a consciência (se tivesse sobrevivido teria ficado em estado vegetativo).  Foi enterrado a 21 de Maio, na Igreja de São Nicolau, em Moreton, Dorset. Assistiram ao enterro Winston Churchill e Lady Astor, entre outros notáveis.
As circunstâncias do acidente levaram Hugh Cairns, neurologista que atendeu Lawrence, a realizar um estudo sobre a adoção de capacete motociclístico por civis e militares, concluindo que a prática poderia diminuir drasticamente o número de fatalidades causadas por traumatismo craniano. A morte de Lawrence e o subsequente trabalho de Cairns contribuiu largamente para a adoção de capacetes entre motociclistas, trabalhadores e desportistas em todo o mundo.

## Obras
- Seven Pillars of Wisdom, um relato da contribuição de Lawrence na Revolta Árabe. (ISBN 0-8488-0562-3)
- Revolt in the Desert, uma versão abreviada Seven Pillars of Wisdom. (ISBN 1-56619-275-7)
- The Mint, um relato da recruta de Lawrence na Royal Air Force. (ISBN 0-393-00196-2)
- Crusader Castles, tese de Oxford de Lawrence. (ISBN 0-19-822964-X)
- The Odyssey of Homer, tradução do original grego por Lawrence. (ISBN 0-19-506818-1)
- The Forest Giant, por Adrien Le Corbeau, novela, traduzida do francês por Lawrence, 1924.
- The Letters of T.E. Lawrence, escolhidas e organizadas por Malcolm Brown. (ISBN 0-460-04733-7)
- The Letters of T.E. Lawrence, organizadas por David Garnett. (ISBN 0-88355-856-4)